# Vothýlakas
Vothýlakas är en ort i Cypern.   Den ligger i distriktet Eparchía Ammochóstou, i den östra delen av landet, 80 km öster om huvudstaden Nicosia. Vothýlakas ligger 168 meter över havet och antalet invånare är 524. Den ligger på ön Cypern.
Terrängen runt Vothýlakas är platt söderut, men norrut är den kuperad. Havet är nära Vothýlakas åt sydost. Närmaste större samhälle är Leonárisso, 4,6 km väster om Vothýlakas. Trakten runt Vothýlakas består till största delen av jordbruksmark.